# Riff (formație românească)
Riff este o formație românească de muzică rock înființată în anul 1980 la Sibiu de către Florin Grigoraș și Adrian Ordean. Florin Grigoraș (chitară bas, solist vocal, compozitor și textier) este liderul și cel mai constant membru al formației.

## Activitate muzicală
Formația Riff este înființată în anul 1980 de Florin Grigoraș (bas, vocal, compozitor) și Adrian Ordean (chitară, vocal, compozitor), împreună cu Radu Pârvu (baterie). La acel moment, fiecare dintre cei trei membri ai nucleului inițial avea deja experiența acumulată în perioadele în care a fost membru al altor trupe. Astfel, Adrian Ordean, după ce cântase o vreme la bas în Vocal Jazz Quartet, trece la chitară și fondează grupul Stereo, care activează inițial pe lângă Casa de Cultură din Sibiu. Cu Stereo are prima sa apariție discografică – piesa „Copii ai vieții”, editată pe discul Formații de muzică pop 1 (1975), unde apare alături de nume importante ale rock-ului românesc: Phoenix, Mondial, Progresiv TM sau Roșu și Negru. La rândul său, Florin Grigoraș cântase într-o altă formație sibiană, Sonic, înființată în 1970, în componența inițială: Florin Grigoraș (bas și voce), Gabriel Tudor (chitară), Radu Voicu (baterie) și Ninei Popșa (solist vocal). Cu Sonic, efectuează primele înregistrări profesioniste – piesele „Gerunziu”, „Drum” și „De ce?” – imprimate la Radio Cluj în anul 1976. Urmează primele apariții la TVR, în cadrul emisiunilor Club T, și primul succes – „Eu sunt un om al dorințelor constante” – piesă pe care o va introduce, mult mai târziu, și în repertoriul Riff. Bateristul Radu Pârvu, cel de-al treilea membru din formula inițială Riff, venea de la grupul clujean Semnal M, cu care avusese turnee în țară și în Uniunea Sovietică, și cu care  imprimase la radio piesele „Hora" și „Urare".
În aprilie 1980 încep repetițiile grupului proaspăt înființat, alături de trioul Grigoraș, Ordean, Radu Pârvu, participând încă doi muzicieni: Marcel „Noco” Constantinescu la clape și Micky Pavel (fratele lui Marcel Pavel) la saxofon, clape și voce. Ordean este cel care compune primele piese din repertoriul formației. Primul concert în București are loc la Clubul Z de la Casa de Cultură „Mihai Eminescu”, în deschidere la Semnal M. De asemenea, Semnal M este grupul împreună cu care Riff efectuează primul turneu național. Însă, în timpul acestui turneu, Florin Grigoraș părăsește formația pentru a urma Facultatea de Drept. Este înlocuit de Dan Constantinescu, cu care Riff mai continuă circa un an, iar apoi se desființează. Ordean se mută la București, fiind cooptat de Liviu Tudan în Roșu și Negru.
După absolvirea facultății, în 1984, Florin Grigoraș, reface grupul Riff, într-o componență diferită, cu Dan Alex Sârbu la chitară solo. Grigoraș devine liderul și compozitorul formației, în același timp cântând cu vocea și la chitară bas. Urmează o serie de înregistrări în studiourile centrale de Radio din București, astfel apărând piese apreciate de public precum „Ochii tăi”, „Când sunt cu tine”, „Ploaia”, „Aurora”, „Cercul vieții”, „Generația nouă”, „Povestea lor”, „În loc de bun rămas”, „Joc” (pe versuri de Ana Blandiana) și altele. Are loc un nou turneu național, din nou împreună cu Semnal M, dar și cu solista Laura Stoica, necunoscută pe atunci publicului larg. Dan Alex Sârbu se retrage din Riff în 1988, ulterior alăturându-se celor de la Iris. Deoarece activitatea concertistică a formației este solicitantă, survin frecvente modificări de componență. Astfel, de-a lungul în anilor '80, în trupă au cântat, pentru perioade mai lungi sau mai scurte de timp, chitariștii: Gabriel Nacu, Vivi Repciuc, Cristi „Porta” Marinescu, Dan Alex Sârbu, Cornel Lepădatu, Mircea Bunea, Marian Hunuzache, George Spătăceanu.

Coperta albumului Primii pași (1989).

Riff debutează discografic în primăvara lui 1989 cu discul LP Primii pași. Albumul conține 8 piese de factură hard rock și este editat de Electrecord, fiind singurul material discografic lansat de grupul sibian în timpul regimului comunist. Inițial, discul trebuia să includă și piesa „Povestea lor”, însă acest cântec a fost interzis de cenzura comunistă din epocă, deoarece primul vers conținea un presupus mesaj subversiv. Componența trupei care se regăsește pe acest prim material discografic este: Florin Grigoraș (bas și voce), Gabriel Orban (solist vocal), Lucian Fabro (baterie), Mircea Bunea și Marius Dobra (chitare). Maestru de sunet este regretatul Theodor Negrescu, cel care și-a adus contribuția la înregistrarea celor mai importante albume românești de rock și jazz apărute în anii ’70 și ’80.
În toamna lui 1989, Riff susține turneul național de promovare a albumului Primii pași, împreună cu grupul Compact, care lansase cu un an înainte albumul Cântec pentru prieteni. Acesta este cel mai de succes turneu al formației Riff, iar piesa „În loc de bun rămas”, cântată în premieră în concerte, devine cel mai mare hit al trupei.
După Revoluție, în 1990, formația lansează, tot la Electrecord, caseta audio Riff, care conține 14 piese, dintre care primele 8 sunt reluate de pe Primii pași. Solist vocal la piesele noi este Toni Neamțu, iar la chitare evoluează Gabriel Nacu, Adrian Corlaciu și Emil Ignat . În același an, apare primul videoclip al formației, la piesa „Zori de zi”, al cărei nume și text sunt inspirate de speranțele legate de noua societate democratică din România post-revoluționară. Videoclipul este realizat de TVR, fiind regizat de Anghel Mora (pseudonimul cântărețului de folk Mihai Diaconescu).
Începând cu 1992, trupa își lansează materialele discografice sub egida propriei case de discuri, Riff Show-Service. Joc perfid este unul dintre cele mai cunoscute albume Riff și al treilea din istoria grupului. Discul este înregistrat în aprilie 1992 la studioul Migas Real Compact al lui Adrian Ordean, componența fiind următoarea: Florin Grigoraș (bas și chitară), Cristi Pivniceru (solist vocal), Ilie „Manole” Vlad (chitară), Ciprian Oancea (clape), Viorel „Pincky” Lăcătuș (baterie). Pe acest material figurează și piesa „Mr. Jimi”, o compoziție de blues rock dedicată renumitului chitarist Jimi Hendrix, care a influențat inclusiv formația Riff.
Cristi Pivniceru părăsește trupa și este înlocuit cu solistul vocal Adrian Igrișan din Arad. Riff participă la Festivalul Internațional „Rock ’92” de la Arenele Romane din București, alături de toate marile nume din rock-ul românesc, Ian Gillan și Uriah Heep (11 septembrie 1992).
În 1994, apare albumul Doi străini, cu Adrian Igrișan la voce. Discul include 12 piese între care și „Plouă la Woodstock”, cântec prin care Florin Grigoraș aduce un omagiu Festivalului de la Woodstock din 1969 și muzicii care s-a cântat acolo și care i-a influențat întreaga carieră artistică. În anul 1995, Adi Igrișan părăsește formația Riff și se alătură grupului rock timișorean Cargo, pentru a-l suplini pe solistul vocal Ovidiu Ioncu „Kempes”, care suferise un grav accident de motocicletă. Din 2003, Adrian Igrișan devine solistul principal al grupului Cargo, după plecarea lui „Kempes” în Australia.

Riff în anul 1998: Mihaela Grigoraș, Florin Grigoraș, Sorin Scorvelciu, Mircea Bunea. Imagine apărută pe albumul 1998.

În 1995 este cooptată Mihaela Grigoraș (claviaturi și voce adițională), soția lui Florin Grigoraș și singura prezență feminină din trupă. Urmează noi albume: Acul de siguranță (1996) și 1998 (1998), al doilea reprezentând primul material discografic lansat pe suport compact disc. Toboșar este Sorin Scorvelciu, iar partitura vocală este preluată de liderul și compozitorul Florin Grigoraș.
După o pauză discografică de trei ani, trupa revine în 2001 cu Riff 2001, lansat după împlinirea a 30 de ani de activitate, marcată de un turneu. Discul conține 6 piese mai vechi din repertoriul Riff, reorchestrate și interpretate în noua componență, cu Florin Demea la chitară solo (cooptat în grup încă din 1999) și cu „Pincky” Lăcătuș, revenit la baterie. Albumul este promovat printr-un nou turneu, în marile orașe din Transilvania, în octombrie 2001.
În 2003, este editat discul Să nu-mi furi visul, album multimedia ce conține două piese noi („Ești femeie și-mi...”, respectiv „Nu-mi pasă de tine”), șase piese mai vechi reochestrate și două videoclipuri („În loc de bun rămas” și „Regele șoselei”). Componența grupului este: Florin Grigoraș (solist vocal și bas), Florin Demea (chitară solo), Mihaela Grigoraș (claviaturi și voce), Lucian Fabro (baterie), ultimul revenind în Riff, după ce activase în formație timp de 15 ani, în perioada 1975–1990.
În aprilie 2005, Riff primește premiul „35 de ani pe scena rock”, acordat de revista Actualitatea Muzicală. În luna octombrie a aceluiași an, este lansat un album „best of” intitulat Pantofii lustruiți 1. ce conține 12 melodii. Piesele sunt înregistrări originale de pe albumele Primii pași, Joc perfid, Doi străini și Acul de siguranță, dar și câteva imprimări Radio din anii ’80, needitate până la acest moment pe vreun disc oficial. Această compilație era programată inițial să fie prima dintr-o serie de trei, care să includă o selecție a celor mai bune creații ale formației.
Al zecelea album semnat Riff, Ambuscada, apare în 2008 și este promovat printr-un turneu național. Din păcate, acest material discografic trece aproape neobservat, fiind considerat, de unii specialiști, anacronic și monoton.
După o perioadă în care Florin Grigoraș a interpretat singur părțile vocale, în 2008 i se alătură Cosmin Cruțiu, solist recrutat din cluburile de muzică live ale Sibiului, unde cânta cu formația Imperium. Motivul principal al cooptării lui Cruțiu în Riff este dorința lui Grigoraș de a reveni la stilul hard rock din anii ’80. În anul 2009 sunt remasterizate și editate în premieră pe suport compact disc albumele Primii pași, Joc perfid și Doi străini.

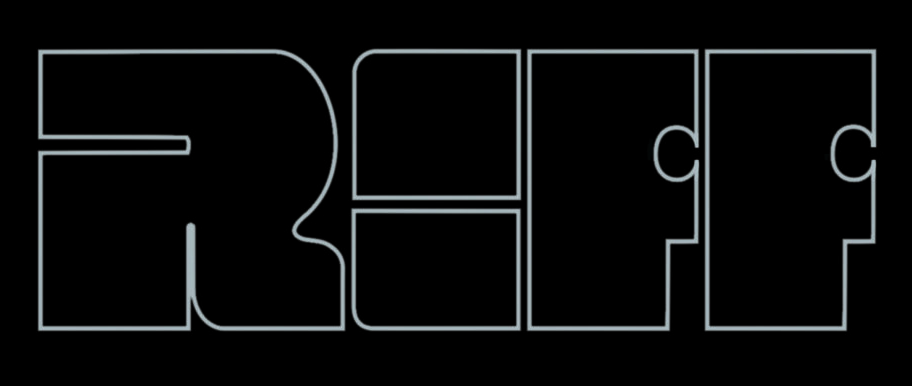
Sigla formației Riff.

Riff cântă în deschiderea concertelor susținute la București de Chris Norman, fostul solist vocal din Smokie (Sala Polivalentă, 15 noiembrie 2009) și de Ten Years After (Sala Palatului, 22 februarie 2010).
De-a lungul timpului, grupul Riff a adunat peste 3500 de concerte. În toți acești ani formația participă la numeroase festivaluri și gale, obținând mai multe premii sau susținând recitaluri: Festivalul „Rock, Folk, Jazz” – Craiova, „Constelații Rock” – Râmnicu Vâlcea, Festivalul „Top T” – Buzău, Galele Rock de la Costinești și de la București, „Trofeul Top ’86” – București, „Tim Rock” – Timișoara, „Rock ’92” – București, „Gala S.O.S. Castelul” – Hunedoara, „Posada Rock” – Câmpulung, „Septembrie Rock” – Iași, „Rock Um Knuedler” – Luxemburg, „Sommerfest” – Nürnberg și multe altele.
În 2010 are loc turneu național intitulat „Nerostitele cuvinte – Riff 40th Anniversary Tour”, la ultimele spectacole din cadrul turneului participând și Phoenix. În 2011, bateristul grupului se schimbă, Lucian Fabro fiind înlocuit de Cosmin Herac. În perioada 23–26 octombrie 2011 grupul Ten Years After revine în România și susține o serie de patru concerte (București, Iași, Timișoara și Cluj-Napoca), iar Riff cântă în deschiderea recitalurilor cunoscutei formații britanice.
În 29 și 30 martie 2012 Riff (împreună cu Asociația Cultural Act) organizează la Teatrul Clasic „Ioan Slavici” din Arad două concerte în memoria bateristului Viorel „Pincky” Lăcătuș, care a decedat cu un an în urmă. „Pincky” Lăcătuș a fost membru al formației, participând la înregistrarea albumelor Joc perfid, Doi străini și Riff 2001 și apărând în videoclipurile „Printre nori vom zbura” și „Regele șoselei”.
Anul 2013 aduce noi schimbări în componența grupului. Astfel, după ce Cosmin Cruțiu părăsește formația, Adrian Corlaciu revine la Riff, de această dată ocupând postul de vocalist. La baterie Cosmin Herac este înlocuit de Laur Făgădar. În 2014 trupa pune în scenă spectacolul „Cenușa timpului” ce prilejuiește realizarea unui turneu în câteva orașe din România (Cluj-Napoca, Brașov, București, Deva), dar și în Italia (la Carnavalul Veneției, unde susțin cinci spectacole și patru workshop-uri), iar apoi în Germania. „Cenușa timpului” reprezintă o combinație de muzică rock și dans contemporan, marcând colaborarea dintre Riff și Teatrul de Balet din Sibiu. Spectacolul este semnat de Florin Grigoraș, coregrafia de Doina Botiș, iar regia artistică de Ovidiu Dragoman. Participă 22 de balerini, în timp ce Grigoraș (bas/voce) este însoțit pe scenă de alți 10 muzicieni: Adi Corlaciu, Andrei Albu, Teodora Bârsan, Ramona Stanilă și Ilie Lazăr (voci), Mihaela Grigoraș (clape/voce), Florin Demea și Cornel Lepădatu (chitare), Ciprian Oancea (pian), Laur Făgădar (baterie). Din spectacolul „Cenușa timpului” este lansată ca single piesa „Îngerul a căzut” în care Mihaela Grigoraș este solista principală. Ulterior, spectacolul este editat pe suport DVD. În ianuarie 2015 este publicată o variantă reînregistrată a baladei „Un joc a fost” cu Adrian Corlaciu pe post de vocalist. Mai apoi, acesta părăsește grupul.

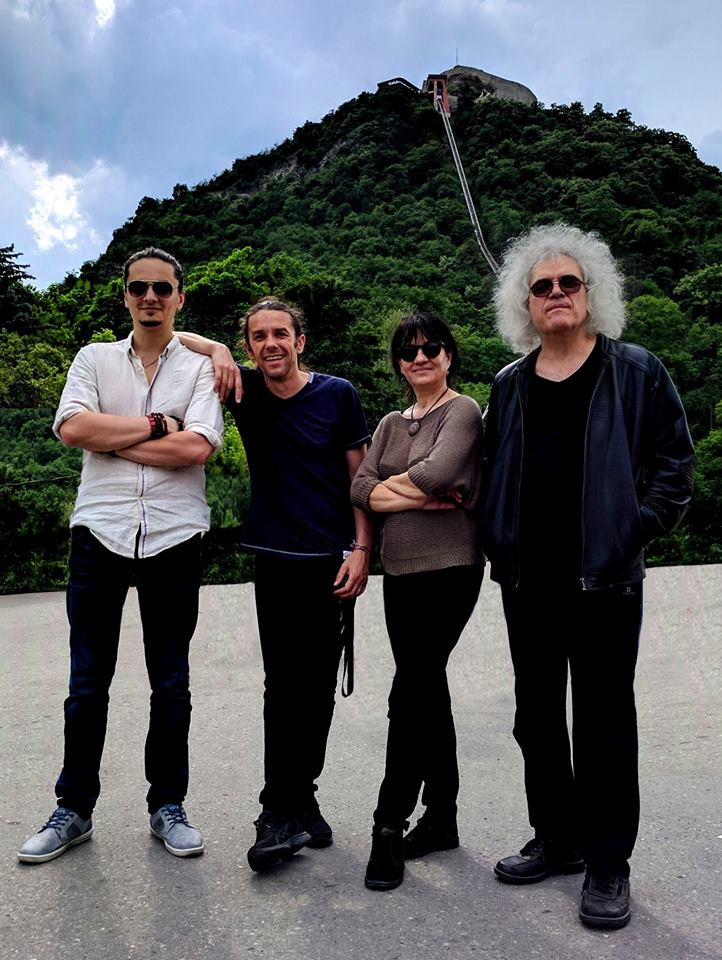
Riff în anul 2017: Laur Făgădar, Mircea Bunea, Mihaela Grigoraș, Florin Grigoraș.

În septembrie 2016 apare al unsprezecelea material discografic Riff intitulat Pe drum... și înregistrat între ianuarie 2015 și iulie 2016 în componența Florin Grigoraș (solist vocal și bas), Florin Demea (chitară), Mihaela Grigoraș (claviaturi și voce), Laur Făgădar (baterie), Ilie Lazăr (voce adițională). Albumul conține 10 piese (8 cântece mai vechi refăcute, alături de două compoziții noi: „Ce iluzie...” și „O zi ploioasă...”) fiind editat în format CD digipak.
La 1 mai 2017, după exact 18 ani și patru albume, Florin Demea părăsește formația. Locul său este luat de Mircea Bunea, chitarist care a participat la realizarea primului album Riff. Împreună cu Bunea este înregistrată piesa „Lumea să o străbat”, lansată în septembrie 2017. Aceasta, alături de alte patru piese noi („Astfel de nopți”, „Șoapte de vânt”, „Rătăcit în Paradis”, „O clipă, poate ultima”) și de trei piese vechi refăcute („Zile”, „Mr. Jimi”, „Nu-mi pasă de tine”), constituie materialul albumului Rătăcit în Paradis, lansat în aprilie 2020 în format CD digipak. Jubileul formației este marcat prin spectacolul „Riff 50th Anniversary Show”, organizat pe 13 septembrie 2020, în Habermann Markt din Sibiu. Evenimentul, bazat pe un scenariu urmând cronologia momentelor importante din istoria grupului și având parte de o scenografie video deosebită, include piese din toate perioadele de activitate, inclusiv melodii de pe noul album Rătăcit în Paradis, prezentate în premieră. În iulie 2021, Milu Oltean se alătură formației, ca al doilea chitarist, debutul acestuia având loc în cadrul Sibiu Sounds Festival.
În ciuda schimbărilor de componență pe parcursul anilor, grupul rămâne consecvent stilului hard rock cu nuanțe de blues și, de asemenea, rămâne un „grup de concert”. Plăcerea de a cânta pe scenă este aceeași, formația participând anual la numeroase festivaluri și concerte în țară. De-a lungul celor patru decenii de activitate, în trupă au cântat mulți muzicieni valoroși: vocaliștii Gabriel Orban, Cristi Pivniceru, Adrian Igrișan (ulterior la Cargo) și Cosmin Cruțiu, chitariștii Vivi Repciuc (Miraj, Statuar), Dan Alex Sârbu (ulterior la Iris), Marius Dobra, Ilie „Manole” Vlad (ulterior la Antract), Gabriel Nacu (Harap-Alb, Voltaj, Roșu și Negru, Vali Sterian și Compania de Sunet, Compact), Adrian Ordean (Stereo, Grup ’74, Sens Unic, Roșu și Negru, Compact, Schimbul 3, Pact), Florin Demea (ulterior la Pragu’ de Sus), bateriștii Lucian Fabro, Nelu Kelemen, Viorel „Pincky” Lăcătuș, Sorin Scorvelciu (ulterior la Antract), Cosmin Herac (ulterior la Pragu’ de Sus). Melodiile și textele scrise de Florin Grigoraș reflectă maturitatea artistică și profesionalismul unui grup ce a depășit curentele modelor trecătoare și se bucură de succes la publicul din mai multe categorii de vârstă.

## Discografie
- Primii pași (disc vinil, Electrecord, 1989)
- Riff (casetă audio, Electrecord, 1990)
- Joc perfid (casetă audio, Riff Show-Service & Migas Real Compact, 1992)
- Doi străini (casetă audio, Riff Show-Service & Studio Recording Soft System, 1994)
- Acul de siguranță (casetă audio, Riff Show-Service & Studio Recording Soft System, 1996)
- 1998 (CD audio/casetă audio, Riff Show-Service & Studio Recording Soft System, 1998)
- Riff 2001 (CD audio, Riff Show-Service, 2001)
- Să nu-mi furi visul (CD multimedia, Riff Show-Service & Zoom Studio, 2003)
- Pantofii lustruiți 1. (CD multimedia, Riff Show-Service & Zoom Studio, 2005)
- Ambuscada (CD audio, Riff Show-Service & Zoom Studio, 2008)
- Cenușa timpului (DVD video, Riff Show-Service & Cultural Act, 2014)
- Pe drum... (CD audio, Riff Show-Service & Cultural Act, 2016)
- Rătăcit în Paradis (CD audio, Riff Show-Service & Cultural Act, 2020)